# Saint-Pierre-de-Chartreuse
Saint-Pierre-de-Chartreuse é uma comuna francesa na região administrativa de Auvérnia-Ródano-Alpes, no departamento de Isère. Estende-se por uma área de 80,12 km², com  (Chartroussins) 770 habitantes, segundo os censos de 1999, com uma densidade de 9 hab/km².
É nesta localidade que se encontra o primeiro mosteiro da Ordem dos Cartuxos, a Grande Chartreuse.